# Tapeinosperma tchingouense
Tapeinosperma tchingouense är en viveväxtart som beskrevs av Maurice Schmid. Tapeinosperma tchingouense ingår i släktet Tapeinosperma och familjen viveväxter. Utöver nominatformen finns också underarten T. t. longipetiolatum.